# Petr Mára
Petr Mára (* 31. ledna 1978 Praha) je český influencer, podcaster, youtuber a technologický evangelista, který se zaměřuje hlavně na technologické novinky, biohacking a zdraví a produkty firmy Apple. Kromě toho radí firmám a podnikatelům s využíváním technologií, efektivitou a produktivitou. Postupně se přeorientoval především na téma vzdělávání a jeho propojení s technologiemi.
Označuje se jako „tech-evangelist“ a zajímá se různé technologie, v poslední době např. NFT, Web 3.0 či AI.[zdroj?]
Se svými kamarády Janem Dobrovským a Martinem Vymětalem má také life-stylový podcast Středo/věk. Je voličem pravice, což zmiňoval v podcastu BROCAST, kde se vymezil proti Pirátské straně, a také v jeho vlastním Q&A videu. Podpořil koalici SPOLU a prezidentského kandidáta Petra Pavla. Podle jeho vlastních slov jdou strany jako SPD totálně mimo něj.[zdroj?]
Na sociálních sítích (YouTube, Instagram, TikTok) má přes 330 tisíc sledujících. V internetové anketě Křišťálová Lupa se několikrát umístil mezi 10 nejvýraznějšími osobnostmi. V kategorii One (wo)man show obsadil v letech 2019 a 2020 4. místo a v roce 2021 7. místo.